# Matteo Guendouzi
Matteo Elias Kenzo Guendouzi Olié (* 14. dubna 1999 Poissy) je francouzský profesionální fotbalista, který hraje na pozici středního záložníka za italský klub SS Lazio, kde je na hostování z Olympique Marseille, a za francouzský národní tým.

## Klubová kariéra
Guendouzi je odchovanec francouzského Lorientu, v jehož dresu nastoupil do 26 utkání, v nichž se gólově neprosadil.

## Statistiky

### Klubové
K 7. dubnu 2022
| Klub               | Sezóna       | Liga           | Liga   | Liga | Národní pohár | Národní pohár | Ligový pohár | Ligový pohár | Evropské poháry | Evropské poháry | Celkem | Celkem |
| Klub               | Sezóna       | Liga           | Zápasy | Góly | Zápasy        | Góly          | Zápasy       | Góly         | Zápasy          | Góly            | Zápasy | Góly   |
| ------------------ | ------------ | -------------- | ------ | ---- | ------------- | ------------- | ------------ | ------------ | --------------- | --------------- | ------ | ------ |
| Lorient            | 2016/17      | Ligue 1        | 8      | 0    | 1             | 0             | 0            | 0            | —               | —               | 9      | 0      |
| Lorient            | 2017/18      | Ligue 2        | 18     | 0    | 1             | 0             | 2            | 0            | —               | —               | 21     | 0      |
| Lorient            | Total        | Total          | 26     | 0    | 2             | 0             | 2            | 0            | —               | —               | 30     | 0      |
| Arsenal            | 2018/19      | Premier League | 33     | 0    | 1             | 0             | 3            | 0            | 11              | 1               | 48     | 1      |
| Arsenal            | 2019/20      | Premier League | 24     | 0    | 3             | 0             | 1            | 0            | 6               | 0               | 34     | 0      |
| Arsenal            | Total        | Total          | 57     | 0    | 4             | 0             | 4            | 0            | 17              | 1               | 82     | 1      |
| Hertha BSC (host.) | 2020/21      | Bundesliga     | 24     | 2    | 0             | 0             | —            | —            | —               | —               | 24     | 2      |
| Marseille (host.)  | 2021/22      | Ligue 1        | 30     | 3    | 4             | 0             | —            | —            | 11              | 1               | 45     | 4      |
| Career total       | Career total | Career total   | 137    | 5    | 10            | 0             | 6            | 0            | 28              | 2               | 181    | 7      |

### Reprezentační
K 29. březnu 2022
| Francie | Francie | Francie |
| Rok     | Zápasy  | Góly    |
| ------- | ------- | ------- |
| 2021    | 1       | 0       |
| 2022    | 2       | 1       |
| Celkem  | 3       | 1       |

#### Reprezentační góly
Skóre a výsledky Francie jsou vždy zapisovány jako první.
| Gól | Datum           | Místo                                           | Soupeř                | Skóre | Výsledek | Soutěž          |
| --- | --------------- | ----------------------------------------------- | --------------------- | ----- | -------- | --------------- |
| 1.  | 29. března 2022 | Stade Pierre-Mauroy, Villeneuve-d'Ascq, Francie | Jihoafrická republika | 5:0   | 5:0      | Přátelský zápas |